# Jardim selvagem

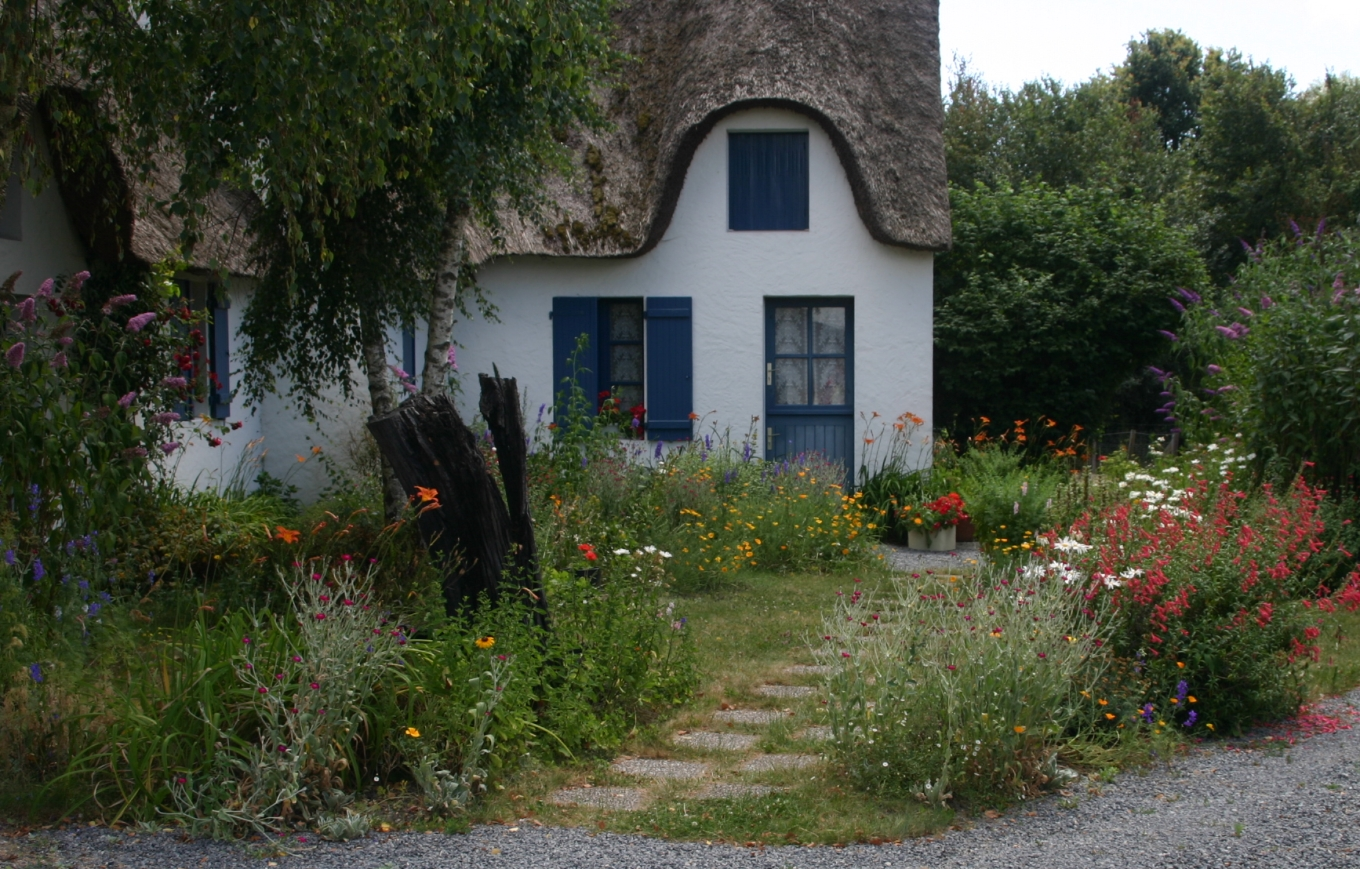
Jardim selvagem na França.

Um jardim selvagem é um jardim caracterizado pela reprodução do ambiente local natural (biótopo), para proporcionar um refúgio à fauna silvestre, tanto vegetal como animal, conservando assim a biodiversidade. Por essa razão, prioriza as plantas indígenas, as quais estão habituadas ao clima e ao solo e exigem pouca manutenção.